# Laurent Pichon
Laurent Pichon (Quimper, 19 de juliol de 1986) és un ciclista francès, que va debutar professionalment el 2010 al 2023. En el seu palmarès destaca la Copa de França de ciclisme, la Clàssica Loira Atlàntic i la Ruta Adélie de Vitré, totes el 2017.

## Palmarès
- 2009
  - 1r al Gran Premi de Plouay amateur
- 2010
  - Vencedor d'una etapa al Circuit des plages vendéennes
  - Vencedor d'una etapa al Tour de Normandia
- 2011
  - 1r a la Kreiz Breizh Elites
  - Vencedor d'una etapa al Circuit de les Ardenes
- 2012
  - 1r als Boucles de la Mayenne
- 2017
  - 1r a la Copa de França de ciclisme
  - 1r a la Clàssica Loira Atlàntic
  - 1r a la Ruta Adélie de Vitré
  - Vencedor d'una etapa de la Setmana Internacional de Coppi i Bartali

### Resultats al Giro d'Itàlia
- 2013. 163è de la classificació general
- 2014. 129è de la classificació general

### Resultats a la Volta a Espanya
- 2015. 111è de la classificació general
- 2016. Abandona (11a etapa)

### Resultats al Tour de França
- 2017. 125è de la classificació general
- 2018. 98è de la classificació general
- 2023. 124è de la classificació general